# Associazione Sportiva Fanfulla 1962-1963
Questa voce raccoglie le informazioni riguardanti l'Associazione Sportiva Fanfulla nelle competizioni ufficiali della stagione 1962-1963.

## Stagione
La stagione 1962-63 della Serie C, girone A, si è chiusa per con il Fanfulla in settima posizione di classifica a 34 punti, il torneo ha promosso in Serie B con 50 punti il Varese, mentre il Casale e la Sanremese sono retrocesse in Serie D.

## Rosa
| N. |                   | Ruolo | Calciatore        |
| -- | ----------------- | ----- | ----------------- |
|    | Italia (bandiera) | D     | Aldo Acerbi       |
|    | Italia (bandiera) | C     | Sergio Andena     |
|    | Italia (bandiera) | A     | Roberto Bertani   |
|    | Italia (bandiera) | A     | Enrico Brambilla  |
|    | Italia (bandiera) | A     | Giovanni Brenna   |
|    | Italia (bandiera) | C     | Alberto Carelli   |
|    | Italia (bandiera) | D     | Armando Codecasa  |
|    | Italia (bandiera) | D     | Florio Ghezzi     |
|    | Italia (bandiera) | C     | Silvano Chiumento |
|    | Italia (bandiera) | P     | Antonio Cucchetti |
|    | Italia (bandiera) | A     | Claudio Demenia   |

| N. |                   | Ruolo | Calciatore          |
| -- | ----------------- | ----- | ------------------- |
|    | Italia (bandiera) | D     | Ottavio Ghirardello |
|    | Italia (bandiera) | D     | Bruno Giovannini    |
|    | Italia (bandiera) | C     | Giuseppe Morosi     |
|    | Italia (bandiera) | C     | Giovanni Omini      |
|    | Italia (bandiera) | C     | Giovanni Ramella    |
|    | Italia (bandiera) | C     | Danilo Ravani       |
|    | Italia (bandiera) | C     | Luigi Sala          |
|    | Italia (bandiera) | A     | Alberto Spelta      |
|    | Italia (bandiera) | C     | Luciano Spinelli    |
|    | Italia (bandiera) | P     | Vito Vaglia         |
|    | Italia (bandiera) | C     | Aldo Zardoni        |